# Roggen-Trespe
Die Roggen-Trespe (Bromus secalinus) ist eine Pflanzenart aus der Gattung der Trespen (Bromus) innerhalb der Familie der Süßgräser (Poaceae).

## Beschreibung

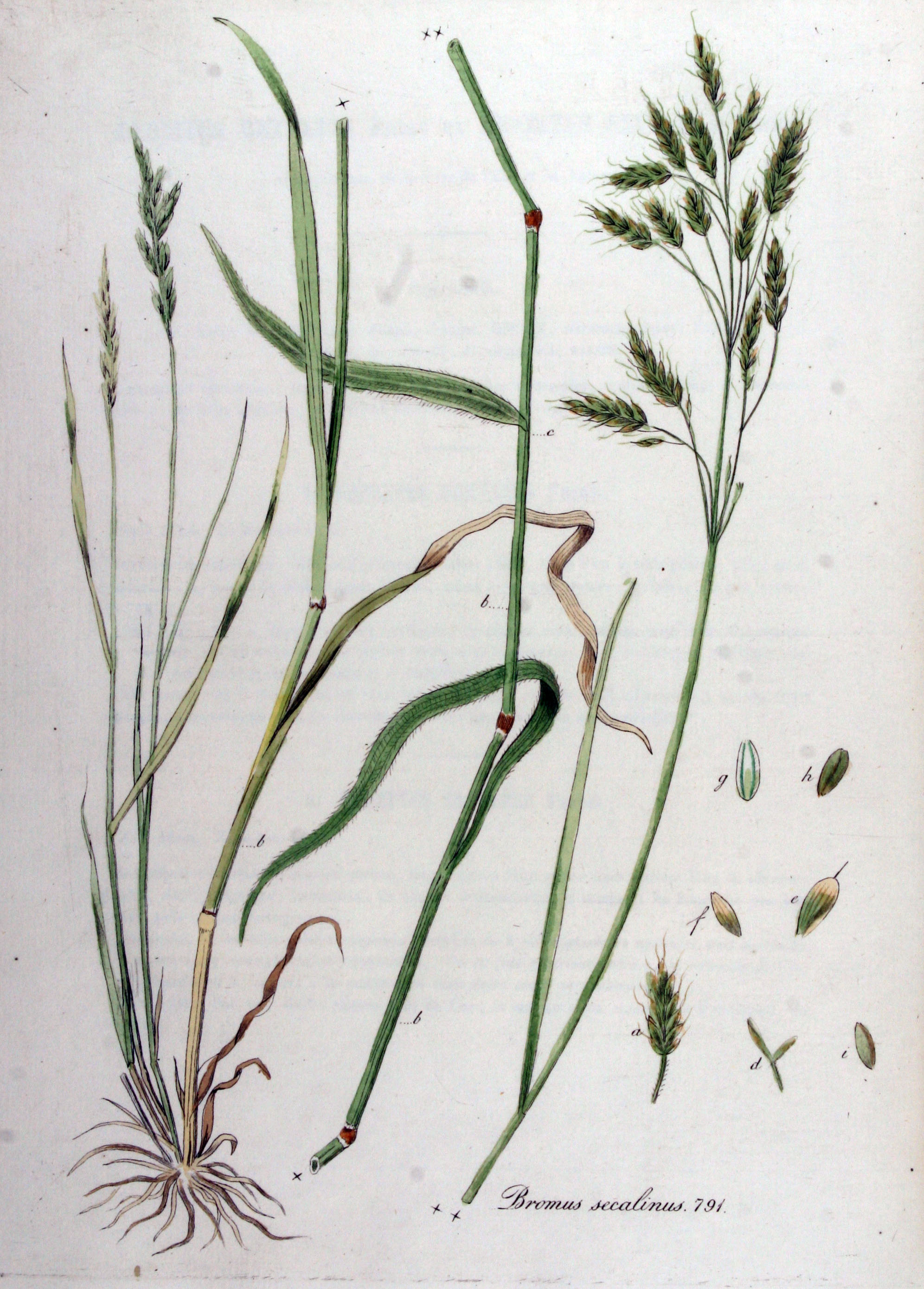
Illustration aus Flora Batava, Volume 10

### Vegetative Merkmale
Die Roggen-Trespe wächst als einjährige krautige Pflanze, die Wuchshöhen von 20 bis 80, selten bis zu 120 Zentimetern erreicht. Die aufrechteb, steifen Halme sind glatt, kahl und sind mit fünf bis sieben behaarten Knoten gegliedert.
Die wechselständig am Halm angeordneten Laubblätter sind in Blattscheide und -spreite gegliedert. Die Blattscheide ist im Unterschied zur behaarten Blattspreite kahl. Das Blatthäutchen ist ein 1 bis 2 Millimeter langer zerschlitzter Saum. Die Blattspreite ist 10 bis 30 Zentimeter lang und 4 bis 10 Millimeter breit.

### Generative Merkmale
Der anfangs aufrechte, ausgebreitete rispige Blütenstand ist 5 bis 20 Zentimeter lang und wird später nickend. Drei bis fünf, selten bis zu neun Seitenäste des Blütenstandes gehen in Büscheln von der Hauptachse ab. Die längeren Seitenäste sind bis zu 8 Zentimeter lang und enthalten ein bis vier Ährchen. Die mit einer Länge von 15 bis 25, selten bis 35 Millimetern auffällig großen und gelb-grünen Ährchen enthalten vier bis sieben, selten bis zu 14 Blütchen. Die untere Hüllspelze ist drei- bis fünfnervig und 4 bis 6 Millimeter lang; die obere ist fünf bis siebennervig und 5 bis 8 Millimeter lang. Die Deckspelzen sind siebennervig und 6,5 bis 9, selten bis zu 10 Millimeter lang. Sie sind zur Fruchtzeit eng eingerollt, sodass die Ränder sich berühren. Sie tragen am oberen Rand eine 4 bis 10 Millimeter lange Granne; selten sind sie unbegrannt. Die zweinervigen Vorspelzen sind so lang wie die Deckspelzen und auf den Kielen mit Wimpern besetzt. Die Staubbeutel sind 1 bis 2 Millimeter lang.
Die Chromosomenzahl beträgt 2n = 28.

## Ökologie und Phänologie
Nach der Blütezeit im Juni bis September werden die reifen Ährchen gelb, und die Spelzen spreizen sich voneinander, indem sich ihre Ränder um das Korn rollen. Wenn dann der Wind die Pflanze bewegt, rascheln die Ährchen vernehmlich.

## Vorkommen
Bromus secalinus ist von Süd-, Mittel- und Osteuropa bis zum nordwestlichen Iran und von Sibirien bis ins nördliche China verbreitet. Sie kommt in Europa in fast allen Ländern vor und fehlt nur in Irland und Nordmazedonien. Ihre Vorkommen gelten aber als nicht ursprünglich in der Schweiz, in Großbritannien, Island, Polen, Dänemark, Norwegen, Schweden und Finnland.
Die Roggen-Trespe gedeiht in Mitteleuropa auf nährstoffreichen und basenreichen, meist kalkarmen, sandigen oder reinen Lehmböden. Sie ist eine Charakterart des Verbands Aperion spicae-venti. In den Allgäuer Alpen steigt sie bis zu einer Höhenlage von höchstens 1100 Metern auf. In Graubünden  erreicht sie bei Samaden 1850 Meter.
Die ökologischen Zeigerwerte nach Landolt et al. 2010 sind in der Schweiz: Feuchtezahl F = 3w+ (mäßig feucht aber stark wechselnd), Lichtzahl L = 3 (halbschattig), Reaktionszahl R = 3 (schwach sauer bis neutral), Temperaturzahl T = 3+ (unter-montan und ober-kollin), Nährstoffzahl N = 3 (mäßig nährstoffarm bis mäßig nährstoffreich), Kontinentalitätszahl K = 4 (subkontinental).

## Systematik
Die Erstveröffentlichung von Bromus secalinus erfolgte 1753 durch Carl von Linné in Species Plantarum, Tomus I, Seite 76.
Je nach Autor gibt es von  Bromus secalinus L.  nom cons. wenige Unterarten:
- Bromus secalinus subsp. billotii (F.W.Schultz) H.Scholz (Syn.: Bromus billotii F.W.Schultz): Sie kommt in Frankreich, Deutschland, Österreich und Italien vor und eingeschleppt auch in der Schweiz.[4]
- Bromus secalinus subsp. infestus H.Scholz: Diese 2012 erstbeschriebene Unterart kommt in Mitteldeutschland vor.[4]
- Bromus secalinus L. subsp. secalinus[4]

## Kulturgeschichte
Die Roggen-Trespe existiert als Unkraut in Roggenfeldern, viel seltener in Weizenfeldern. Sie reift und keimt zusammen mit dem Roggen und wird mit ihm geerntet. Sie trat in nassen Jahren und auf schweren Böden oft massenhaft auf und war ein gefürchtetes Unkraut. Sie minderte auch die Qualität des Mehls. Dieses erhielt dann eine dunkle Farbe, hatte keinen guten Geschmack und führte dazu, dass der Brotteig nicht aufging.
Man nahm früher an, die Roggen-Trespe könne sich in Roggen verwandeln und umgekehrt, später vermutete man, dass im Laufe der Zeit das Gras durch den Menschen entstand. In der Not konnten die Körner zum Brotbacken verwendet werden, wodurch das Brot aber dunkel und bitter wurde. Die Roggen-Trespe ist seit der Jungsteinzeit bekannt und wurde mit dem Roggen über die ganze Erde verbreitet. Wegen der sorgfältigen Reinigung des Saatgetreides ist sie heute ziemlich selten geworden.

## Trivialnamen
Für die Roggen-Trespe bestehen bzw. bestanden, zum Teil auch nur regional, auch die weiteren deutschsprachigen Trivialnamen: Dohrt (Eifel), Dorp, Dorst (Bayern), Dort (Schlesien, Bayern, Mecklenburg, Nassau, Hanau, Grafschaft Mark), Dorth, Draspe (Göttingen), Drepse (Ostfriesland), Drespe (Göttingen, Altmark, Mecklenburg, Ostfriesland), Drespel (Mecklenburg, Vorpommern), Dressen (Bremen), Dress (Mecklenburg), Drest (Mecklenburg), Durd (Bayern), Durde (Bayern), Durst (Österreich), Durt (Österreich, Siebenbürgen), Dwalch, Dwelk (Eifel, Altenahr, Ostpreußen), Gerstentwalch, Korndurst (Österreich), Mattwisch (Ostpreußen), Riffen (Schwaben), Rispen (Sachsen), Romwezen (mittelniederdeutsch, im Sinne von Rauhweizen), Stocklitz (Kärnten), Täverich (Schlesien), Töberich (Sachsen), Tort (St. Gallen im Rheintal), Trebs (mittelhochdeutsch), Trebsen (mittelhochdeutsch), Trefz (Schweiz), Trespe (Schlesien), Trest, Trunkenkorn (Eifel bei Dreis), Turn (Schweiz in Obertoggenburg), Turt (St. Gallen), Twalch (Schweiz, Schlesien), Twalm (mittelhochdeutsch), Twelchweizen, Walchtrespe (mittelhochdeutsch) und Zwalchweizen (Ostpreußen).